# Slava Metreveli
Slava Metreveli   (Sotxi, 30 de maig de 1936 - Tbilisi, 7 de gener de 1998) fou un futbolista rus-georgià de la dècada de 1960.
Fou 48 cops internacional amb la selecció soviètica amb la qual participà en la Copa del Món de Futbol de 1962, 1966 i 1970.
Pel que fa a clubs, defensà els colors de Torpedo Moscou (1956–1962) i FC Dinamo Tbilisi (1963–1971).